# Kościół Najświętszej Maryi Panny Pocieszenia i św. Stanisława w Ręcznie
Kościół Najświętszej Maryi Panny Pocieszenia i świętego Stanisława – rzymskokatolicki kościół parafialny należący do parafii św. Stanisława BM w Ręcznie (dekanat Gorzkowice archidiecezji częstochowskiej).
Obecna świątynia została wzniesiona w XVI lub na początku XVII wieku − wybudowano wtedy późnogotyckie murowane prezbiterium ze skarbcem przylegającym od strony północnej oraz drewnianą nawę.
W 1813 roku kościół ten spłonął, w 1920 roku zostało odnowione prezbiterium, natomiast w latach 1824–1825 została zbudowana obecna, już murowana nawa. Pod koniec XIX wieku została dostawiona od strony wschodniej nowa zakrystia, natomiast dawne: zakrystia i skarbczyk zostały przebudowane na kaplice.
Świątynia posiada stare kamienne mury prezbiterium i kaplic, ale na skutek przebudów utraciła dawny, stylowy charakter. Budowla jest orientowana, jednonawowa, posiadająca nieco węższe prezbiterium, do którego przylegają kaplice. Ściany na narożnikach korpusu są podparte skarpami, elewacja zachodnia charakteryzuje się ozdobnym szczytem i sygnaturką.
Wnętrze nakryte jest sklepieniem kolebkowym z lunetami w prezbiterium i kaplicach, natomiast do wyposażenia należą obraz Wieczerzy pańskiej, szkic Przemienienia Pańskiego, kopia obrazu Matki Boskiej Pocieszenia oraz dwie rzeźby: Chrystusa i św. Stanisława dłuta Hipolita Marczewskiego, znajdujące się w ołtarzach przy tęczy